# Uncinia sinclairii
Uncinia sinclairii är en halvgräsart som beskrevs av Francis M.B. Boott och Joseph Dalton Hooker. Uncinia sinclairii ingår i släktet Uncinia och familjen halvgräs. Inga underarter finns listade i Catalogue of Life.